# Miguel Morayta
Ne doit pas être confondu avec Miguel Morayta y Sagrario (historien, franc-maçon et républicain espagnol)
 (mars 2011).
Si vous disposez d'ouvrages ou d'articles de référence ou si vous connaissez des sites web de qualité traitant du thème abordé ici, merci de compléter l'article en donnant les références utiles à sa vérifiabilité et en les liant à la section « Notes et références ».
Miguel Morayta (né le 15 août 1907 à Villahermosa en Espagne et mort le 19 juin 2013  à Mexico) est un réalisateur et scénariste mexicain.

## Biographie
Au déclenchement de la guerre civile espagnole, Morayta était un officier d'artillerie espagnol qui a rejoint le côté républicain. Après la victoire de Franco, il a quitté l'Espagne pour la France et l'Afrique, pour arriver finalement au Mexique en 1941.
Il a réalisé 74 films entre 1944 et 1978.

## Filmographie

### Réalisateur
- 1945 : El que murió de amor (en)
- 1947 : La hermana impura
- 1949 : Hipócrita..! (en)
- 1950 : Amor perdido (es)
- 1950 : Camino del infierno (es)
- 1952 : Delirio tropical (es)
- 1952 : Dancing, Salón de baile (es)
- 1952 : Le Martyr du calvaire (El mártir del calvario)
- 1953 : Pena penita (es) (¡Ay, pena, penita, pena!)
- 1953 : Ella, Lucifer y yo (en)
- 1954 : La intrusa (es)
- 1954 : Dos mundos y un amor
- 1954 : El secreto de mi mujer
- 1955 : Aumônes d'amour (Limosna de amores)
- 1956 : El médico de las locas
- 1958 : La despedida (es)
- 1958 : La venenosa (es)
- 1958 : Amor se dice cantando (es)
- 1958 : Socios para la aventura (es)
- 1961 : Dos tontos y un loco
- 1962 : El vampiro sangriento
- 1963 : La invasión de los vampiros
- 1963 : Los derechos de los hijos (es)
- 1964 : ¡Ay Jalisco, no te rajes! (es)
- 1965 : Los reyes del volante
- 1966 : Le Gamin de Porto Rico (El falso heredero)
- 1967 : Detectives o ladrones
- 1968 : Dos gemelas estupendas
- 1969 : La guerrillera de Villa (de)
- 1969 : La princesa hippie
- 1970 : Las tres magníficas
- 1970 : Juan el desalmado
- 1973 : Capulina contra los monstruos (es)
- 1974 : El sonámbulo (es)
- 1975 : Laberinto de pasiones
- 1978 : Los amantes fríos

### Scénariste
- 1944 : Diario de una mujer
- 1944 : Una sombra en mi destino
- 1950 : Amor perdido (es)
- 1952 : Delirio tropical (es)
- 1953 : Pena, penita, pena
- 1955 : Limosna de amores
- 1966 : El falso heredero
- 1972 : El robo de las momias de Guanajuato

### Producteur
- 1949 : Hipócrita
- 1950 : Vagabunda
- 1951 : Salón de baile